# Chloe Daniels
Pour les articles homonymes, voir Daniels.
Pas d'image ? Cliquez ici

a Compétitions nationales et continentales officielles uniquement.

b Matchs officiels uniquement.
Chloe Daniels, née le 27 avril 2003 à Toronto (Canada), est une joueuse canadienne de rugby à XV et internationale de rugby à sept. À XV, elle évolue au centre et au poste de demi d'ouverture à sept.

## Biographie
Chloe Daniels naît le 27 avril 2003 à Toronto au Canada. À l'âge de dix ans, elle commence la pratique du rugby à XV au sein des Aurora Barbarians.
En 2021, elle fait ses débuts avec équipe du Canada de rugby à sept.
Elle a remporté avec l'équipe du Canada la médaille d'argent du tournoi féminin des Jeux olympiques d'été de 2024, organisés à Paris,. Elle est la vice-capitaine de l'équipe durant la compétition.
En septembre 2024, elle est présélectionnée avec l'équipe du Canada de rugby à XV pour préparer le WXV. À XV, elle joue toujours avec les Aurora Barbarians mais également avec les Queen's Golden Gaels (en) de l'Université Queen's de Kingtson.

## Palmarès
- Médaillée d'argent aux Jeux olympiques de 2024 avec l'équipe du Canada de rugby à sept.